# Olga Koklova
Olga Koklova (em russo: О́льга Степа́новна Хохло́ва; Nizhyn, 17 de junho de 1891 – Cannes, 11 de fevereiro de 1955) foi uma bailarina ucraniana  do Ballets Russes que conheceu o pintor espanhol Pablo Picasso quando este elaborava os cenários para um espectáculo da sua companhia. Foi também uma de suas primeiras musas artísticas.

## Biografia
Olga nasceu na cidade ucraniana Nizhyn, então parte do Império Russo. Quis ser bailarina desde a época em que visitou a França e viu Madame Shroessont se apresentar. Tornou-se membro do Ballets Russes de Sergei Diaghilev.
Em 18 de maio de 1918, Olga dançou em Parade – balé de Sergei Diaghilev, Erik Satie e Jean Cocteau – em sua noite de abertura no Théâtre du Châtelet. Pablo Picasso projetara os trajes e o cenário para o ballet. Após conhecer Picasso, Olga saiu do grupo, que viajou para América do Sul, e permaneceu com Picasso em Barcelona. Ele a apresentou a sua família. A princípio, sua mãe estava alarmada com o fato de que seu filho casaria com uma estrangeira, então ele deu-lhe uma pintura de Olga como espanhola (Olga Khokhlova em Mantilla). Mais tarde, Olga retornou a Paris com Picasso, onde o casal começou a viver junto na Rue La Boétie.

### Casamento com Picasso
Olga acabou por se casar com Picasso a 12 de Julho de 1918 em uma catedral russa ortodoxa, tendo-se o casal separado (sem se divorciar) em 1935. Do casamento resultou um filho, Paulo (nascido a 4 de Fevereiro de 1921, morreu em 5 de junho de 1975) e vários retratos de Olga que o pintor foi realizando à medida que ia desenvolvendo o seu estilo cubista. Sempre muito interessada pela vida social e suas festas e viagens para destinos de férias em moda, o comportamento de Koklova foi-se extremando para o fim da vida até morrer em 1955.

## Descendência
O filho Paolo foi casado com Emilienne Lotte, viviam às custas do pai Picasso, e gastavam o dinheiro em álcool. Tiveram 2 filhos, Pablito (Nasceu em 5 de maio de 1949 - suicidou-se em 2 de julho de 1973) e Marina (nascida em 14 de novembro de 1950).
No livro «Meu Avô, Pablo Picasso», publicado em 2001, Marina acusa Picasso de ser tirano e de não gostar de crianças. Durante a infância, diz que se  sentiu  ignorada pelo avô que, apesar de possuir uma grande fortuna, a deixou crescer na pobreza.
Em 2015 Marina Picasso colocou à venda sete quadros do avô, assim como a mansão que este lhe deixou em Cannes, França. Entre as obras estão ‘Mulher com Bandolim’ (1911), um retrato da bailarina russa Olga Khokhlova (1923), e ‘Maternidade’ (1921), que podem valer cerca de 50 milhões de euros cada.
Mãe de cinco filhos e presidente de uma fundação que acolhe refugiados vietnamitas, colocou à venda a célebre Villa La Californie, em Cannes, por mais de uma centena de milhões de euros. A antiga casa de Picasso, onde nasceram tantas das suas criações, ainda não encontrou no entanto comprador.
Visage (Face), um pequeno bronze de 1933-1934, foi a estrela principal do leilão ‘Picasso in Private: Works from the Collection of Marina Picasso’, que decorreu em fevereiro de 2016 em Londres. Com uma estimativa que rondava os 150-250 mil euros, acabou por superar o meio milhão. No total, a sessão rendeu mais de 15 milhões à neta do criador espanhol. Já em Junho de 2015 Marina havia vendido mais de uma centena de peças de cerâmica da autoria do seu avô.